# Dopatrium angolense
Dopatrium angolense är en grobladsväxtart som beskrevs av Sidney Alfred Skan. Dopatrium angolense ingår i släktet Dopatrium och familjen grobladsväxter. Inga underarter finns listade i Catalogue of Life.